# Liste der Straßennamen in Lissabon/Alcântara
Die Liste der Straßennamen in Lissabon/Alcântara listet Namen von Straßen und Plätzen der Freguesia Alcântara der portugiesischen Hauptstadt Lissabon auf und führt dabei auch die Bedeutungen und Umstände der Namensgebung an. Aktuell gültige Straßenbezeichnungen sind in Normalschrift angegeben, nach Umbenennung oder Überbauung nicht mehr gültige Bezeichnungen in Kursivschrift.

## Straßen in alphabetischer Reihenfolge
- Avenida da Índia
1948 benannt nach dem Staat Indien
- Avenida de Brasília
1960 benannt nach der neuen brasilianischen Hauptstadt Brasília
- Avenida de Ceuta
benannt nach der spanischen Exklave Ceuta
- Beco das Fontainhas
- Beco do Sabugueiro
- Calçada da Boa-Hora
- Calçada da Tapada
- Calçada de Santo Amaro
- Escadinhas de Santo Amaro
- Escadinhas do Quebra Costas
- Largo da Ponte Nova
- Largo das Fontainhas
- Largo do Calvário
- Largo do Jacinto
- Largo do Rio Seco
- Praça das Indústrias
- Praça dos Congressos
- Praça General Domingos de Oliveira
- Praceta Cuf
- Praceta Teófilo Ferreira
2008 benannt nach dem Journalisten, Arzt und Beigeordneten Teófilo Ferreira (1840–1894)
- Rua Agostinho de Campos
1949 benannt nach dem Publizisten und Hochschullehrer Agostinho de Campos (1870–1944)
- Rua Aliança Operária
- Rua Amadeu de Sousa Cardoso
1988 benannt nach dem Maler Amadeu de Sousa Cardoso (1887–1918)
- Rua Artur Lamas
1949 benannt nach dem Schriftsteller Artur Lamas (1874–)
- Rua Cascais
- Rua Cinco (Bairro da Quinta do Jacinto)
- Rua da Academia Recreativa de Santo Amaro
- Rua da Cascalheira
- Rua da Cozinha Económica
- Rua da Cruz a Alcântara
- Rua da Fábrica da Pólvora
- Rua da Indústria
- Rua da Junqueira
- Rua da Quinta do Almargem
- Rua da Quinta do Cabrinha
- Rua da Quinta do Jacinto
- Rua das Fontainhas
- Rua de Alcântara
- Rua de Diogo Cão
- Rua Dez (Bairro da Quinta do Jacinto)
- Rua do Alvito
- Rua do Cinco de Abril
- Rua do Cruzeiro
- Rua Dois (Bairro da Quinta do Jacinto)
- Rua Dom João de Castro
- Rua dos Lusíadas
- Rua Feliciano de Sousa
- Rua Filinto Elísio
- Rua Filipe Vaz
- Rua Fradesso da Silveira
- Rua Frei Bartolomeu dos Mártires
- Rua Gil Vicente
- Rua Jau
- Rua João de Barros
- Rua João de Lemos
- Rua João de Oliveira Miguens
- Rua José Dias Coelho
- Rua José Maria Rodrigues

- benannt nach José Maria Rodrigues (1857 – 1942), Professor der Universidade de Lisboa

- Rua Leão de Oliveira
- Rua Luís de Camões
- Rua Manuel Maria Viana
- Rua Maria Isabel Saint Léger
- Rua Maria Luísa Holstein
- Rua Mécia Mouzinho de Albuquerque
- Rua Oito (Bairro da Quinta do Jacinto)
- Rua Padre Adriano Botelho
- Rua Pedro Calmon
- Rua Pinto Ferreira
- Rua Primeiro de Maio
- Rua Prof. Juvenal Esteves
- Rua Prof. Machado Macedo
- Rua Prof. Vieira Natividade
- Rua Quatro (Bairro da Quinta do Jacinto)
- Rua Rodrigues Faria

- benannt nach António Rodrigues Alves de Faria (1871–1949), portugiesischer Impresario

- Rua Sá de Miranda
- Rua Seis (Bairro da Quinta do Jacinto)
- Rua Sete (Bairro da Quinta do Jacinto)
- Rua Soares dos Passos
- Rua Três (Bairro da Quinta do Jacinto)
- Rua Um (Bairro da Quinta do Jacinto)
- Travessa Artur Lamas
- Travessa da Galé
- Travessa da Guarda
- Travessa da Praia
- Travessa da Tapada
- Travessa de Alcântara
- Travessa de São Jerónimo
- Travessa do Calvário
- Travessa do Conde da Ponte
- Travessa do Conde da Ribeira
- Travessa do Fiúza
- Travessa do Gibraltar
- Travessa do Pinto
- Travessa do Sebeiro
- Travessa dos Moinhos
- Travessa dos Surradores
- Travessa Teixeira Júnior